# Apeldoorn De Maten vasútállomás
Apeldoorn De Maten vasútállomás Hollandiában,  Apeldoorn településen.

## Vasútvonalak
Az állomást az alábbi vasútvonalak érintik:
- Amsterdam–Zutphen-vasútvonal

## Kapcsolódó állomások
A vasútállomáshoz az alábbi állomások vannak a legközelebb:
- Apeldoorn vasútállomás
- Klarenbeek vasútállomás